# Pedicularis artselaeri
Pedicularis artselaeri är en snyltrotsväxtart som beskrevs av Carl Maximowicz. Pedicularis artselaeri ingår i släktet spiror, och familjen snyltrotsväxter. Utöver nominatformen finns också underarten P. a. wutaiensis.